# 赫尔曼-哈米特奖
赫尔曼-哈米特奖（Hellman-Hammett Grants），是美国剧作家麗蓮·海爾曼和小说家達許·漢密特生前设立的，目的是表彰那些因批评政府而受到迫害、生活陷入困境的异议作家。这个奖项不仅是对一种价值观的认可，同时也希望能够多少解决获奖人及其家人的经济困难。不过，这个奖项的总奖金只有17万美元左右，获奖作家个人奖金最多为一万美元。
该奖项的评选和发放由人权观察具体操作。1989年以来，来自92个国家的700多名作家获得这个奖项。2000年以来，刘宾雁、王力雄、包遵信、廖亦武等一批中国异议作家获奖。2010年得奖者名单日包括六名中国大陆异议作家：胡石根、滕彪、吕耿松、张林、杨天水和祝正明。
2012年中国大陆的12名获奖者来自汉族、藏族、蒙古族和维吾尔族，他们是：前中央人民广播电台维吾尔语部记者买买提江·阿布杜拉（Memetjan Abdulla），萨尔金网站维吾尔族女记者古尔米热·伊明（Gulmire Imin），据《维吾尔在线》的消息，上述二人是因通过网络报道韶关事件和七五事件而遭到当局的逮捕并被判刑；南蒙古民主联盟成员呼群特古斯（Huuchinhuu Govruud）；曾组建中国民主党并被控煽动颠覆国家政权入狱的何德普；六四天网创办人黄琦也曾于2007年获得过该奖；因揭露山东省官员腐败情况而被判刑的《法制早报》记者齐崇怀；山东大学退休物理教授孙文广；维权人士王荔蕻。